# Carson MacCormac
Carson MacCormac (* 21. Oktober 1999 in Toronto, Ontario) ist ein kanadischer Schauspieler.

## Leben und Karriere
Carson MacCormac wurde 1999 in Toronto geboren. Als Kind wollte er zunächst professioneller Baseballspieler werden, entdeckte aber auf der Middle School seine Leidenschaft für die Schauspielerei und schloss sich dem Schultheater an. Eine erste Gastrolle übernahm MacCormac 2017 in der Fernsehserie Bellevue, ehe er im Folgejahr im Filmdrama Giant Little Ones und dem Science-Fiction-Thriller Zombie at 17 mitwirkte. Es folgten weitere Nebenrollen in Shazam! (2019), dem Science-Fiction-Film Riot Girls (2019) und der Fernsehserie October Faction (2020).
Eine erste Hauptrolle übernahm MacCormac 2021 in der Independent-Produktion East of Middle West, für die er beim Montreal Independent Film Festival als bester Hauptdarsteller ausgezeichnet wurde. Im Anschluss wirkte er in der Horrorserie Locke & Key (2021–2022), der Literaturverfilmung Ich. Bin. So. Glücklich. (2022) und dem Slasherfilm Clown in a Cornfield (2025) mit. Zu seinen angekündigten Produktionen zählen die zweite Staffel der Teenie-Dramaserie Ich und die Walter Boys (2025) sowie der Horrorthriller This Is Not A Test.
MacCormac lebt in Los Angeles.

## Filmografie (Auswahl)
- 2017: Bellevue (Fernsehserie, Folge 1x08)
- 2018: Giant Little Ones
- 2018: Zombie at 17 (Fernsehfilm)
- 2019: Shazam!
- 2019: Riot Girls
- 2020: October Faction (Fernsehserie, 3 Folgen)
- 2021: East of Middle West
- 2021–2022: Locke & Key (Fernsehserie, 3 Folgen)
- 2022: Ich. Bin. So. Glücklich. (Luckiest Girl Alive)
- 2023: Shazam! Fury of the Gods
- 2024: My Son’s Deception (Fernsehfilm)
- 2025: Clown in a Cornfield